# Golfo Aranci
Golfo Aranci är en ort och kommun i provinsen Sassari i regionen Sardinien i Italien. Kommunen hade 2 473 invånare (2017).